# Корольчук Богдан Леонідович
Богдан Леонідович Корольчук (нар. 25 серпня 1992, смт Іванків, тепер селище Вишгородського району Київської області) — український діяч, 1-й заступник голови Полтавської обласної державної адміністрації, виконувач обов'язків голови Полтавської обласної державної адміністрації з 30 грудня 2024 року. Кандидат юридичних наук (30.11.2021).

## Життєпис
З вересня 2009 до листопада 2015 року служив в органах внутрішніх справ (МВС) України.
У 2013 році закінчив Національну академію внутрішніх справ України, правознавство, бакалавр права. У 2015 році закінчив Київський національний університет імені Тараса Шевченка, правознавство, магістр правознавства.
У листопаді 2015 — листопаді 2023 року — служба в органах Національної поліції України.
З грудня 2023 року — перший заступник голови Полтавської обласної державної адміністрації.
З 30 грудня 2024 року — виконувач обов'язків голови Полтавської обласної державної адміністрації

## Нагороди та відзнаки
- Відзнака Президента України «За участь в антитерористичній операції» 2016 рік